# Awit Szubert

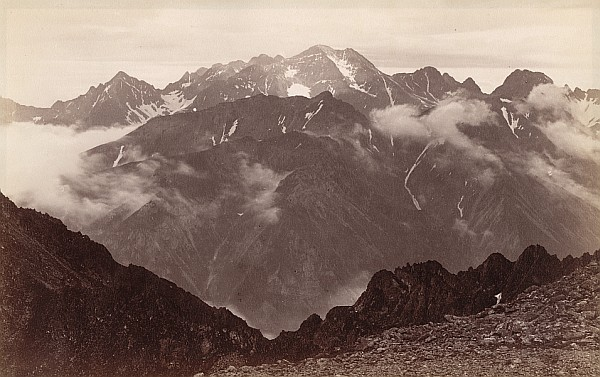
Awit Szubert, Lodowy z Krzyżnego

Awit Szubert (ur. 3 lipca 1837 w Oświęcimiu, zm. 27 maja 1919 w Szczawnicy) – polski fotograf, jeden z pierwszych fotografów Tatr, malarz.
Wykonywał przede wszystkim portrety, w tym ludzi ze świata kultury i polityki. Był też autorem fotografii wykorzystywanych do celów naukowych (chirurgia, archeologia). Fotografią górską zajmował się od 1865 roku, gdy utrwalał widoki Pienin; zdjęcia Tatr wykonywał od początku lat 70. XIX wieku. W 1892 roku był pierwszym fotografem, który utrwalił wnętrza kopalni soli w Wieliczce.

## Biogram
Awit Szubert urodził się 3 lipca 1837 roku w Oświęcimiu. Był synem kancelisty Antoniego i Barbary z domu Kosińskiej, bratem Leona (1829-1859) – rzeźbiarza.
Uczył się w Gimnazjum św. Barbary w Krakowie, a następnie w krakowskiej Szkole Rysunku i Malarstwa przy Instytucie Technicznym, gdzie był uczniem Władysława Łuszczkiewicza i Wojciecha Stattlera. W 1856 roku wraz z bratem wyjechał do Rzymu, kontynuując naukę malarstwa, zwłaszcza krajobrazowego, u Karla Heinricha Drebera. Po 3 latach studiów we wrześniu 1859 r. z chorym bratem powrócił do Oświęcimia, a po jego śmierci na krótko wrócił do Rzymu. W 1860 r. wyjechał do Wiednia, gdzie uczył się fotografii w zakładach Rudolfa von Bohra i Ludwiga Angerera.
Po wybuchu powstania styczniowego wrócił do Galicji. W powstaniu pełnił rolę kuriera. Po upadku powstania w 1864 r. otworzył własne studio fotograficzne w Oświęcimiu, w którym wykonywał portrety. Trzy lata później przeniósł je do Krakowa, do kamienicy Dietzów przy ul. Krupniczej 17 (7 po zmianie numeracji). Zakład mieścił się we wzniesionym według projektu Antoniego Łuszczkiewicza drewnianym budynku na tyłach domu. W 1870 roku fotograf ożenił się z Amalią, córką Dietzów. W latach 1871–1875 Szubert rozbudował atelier, w 1889 roku powiększając je o jeszcze jedno pomieszczenie.
Zakład Szuberta posiadał filię w Szczawnicy, w której fotograf – kolega syna właściciela uzdrowiska, Władysława Szalaya – bywał i leczył się od 1865 roku. Prawdopodobnie pierwszą pracownię w Szczawnicy otworzył już w 1867 roku, w willi mieszczącej się przy Domu Kawalerskim. Pisał o niej Władysław Ściborowski, autor przewodnika po Szczawnicy, w 1877 roku: Przyjęty dziś powszechnie zwyczaj wymiany między znajomemi wizerunków za pomocą fotografii zdejmowanych, skłonił p. A. Szuberta jednego z najcelniejszych fotografów krakowskich (mającego swą pracownię przy ulicy Krupniczej l. 17) że od lat dziesięciu blisko, corocznie na kilka tygodni przybywa do Szczawnicy i w pracowni urządzonej poza domem kawalerskim, codziennie od godz. 8 z rana do 3 po południu zdejmuje tak pojedyncze portrety, jako też i grupy złożone z kilku lub kilkunastu osób. Gdy w 1880 roku Akademia Umiejętności podjęła decyzję o budowie Dworca gościnnego (Cursalonu), Szubert postanowił umieścić tam swój zakład, na co otrzymał zgodę. Dworzec wraz ze złożonym z pięciu pomieszczeń atelier Szuberta został oddany do użytku w latach 1883–1884. Obok niego w 1882 roku Szubert wybudował swój dom. W 1907 r. w Szczawnicy Szubert wzniósł swój drugi dom, tzw. Szubertówkę II, zaprojektowaną przez Stanisława Eljasza-Radzikowskiego.
W 1893 roku Szubert zakład przekazał synowi, Awitowi Julianowi Szubertowi i jego żonie Aurelii z Pruszkowskich, sam jednak oficjalnie nadal figurował jako właściciel. W 1912 roku zakład prowadził bliżej niezidentyfikowany Czesław Walczak, w latach 1913–1914 żona Szuberta, Amalia. Atelier w Szczawnicy na początku XX wieku prowadził współpracownik fotografa, Edward Heczka, a od 1913 roku Amalia.
Szubert zmarł 27 maja 1919 roku w Szczawnicy, został pochowany w kaplicy grobowej Szalayów na Starym Cmentarzu.
W 1928 roku Amalia Szubert wypowiedziała lokal właścicielowi uzdrowiska, hrabiemu Stadnickiemu. Komplikacje związane z wysokością kwoty, którą Stadnicki – zgodnie z umową powinien zwrócić Szubertowej – a także późniejsze roszczenia ze strony Szuberta juniora i jego żony spowodowały, że sprawa trwała aż do 1939 roku. Po ich bezpotomnej śmierci majątek odziedziczyła ich wychowanica. W 1962 roku atelier przestało istnieć w wyniku pożaru, który doszczętnie strawił Dworzec. Także budynek krakowskiego zakładu, którego pozostałości można było jeszcze oglądać w latach 90. XX w. w podwórzu kamienicy przy Krupniczej, dziś już nie istnieje, ostatecznie zniszczony podczas ukończonej w 2005 roku budowy.

## Działalność fotograficzna

### Fotografia portretowa

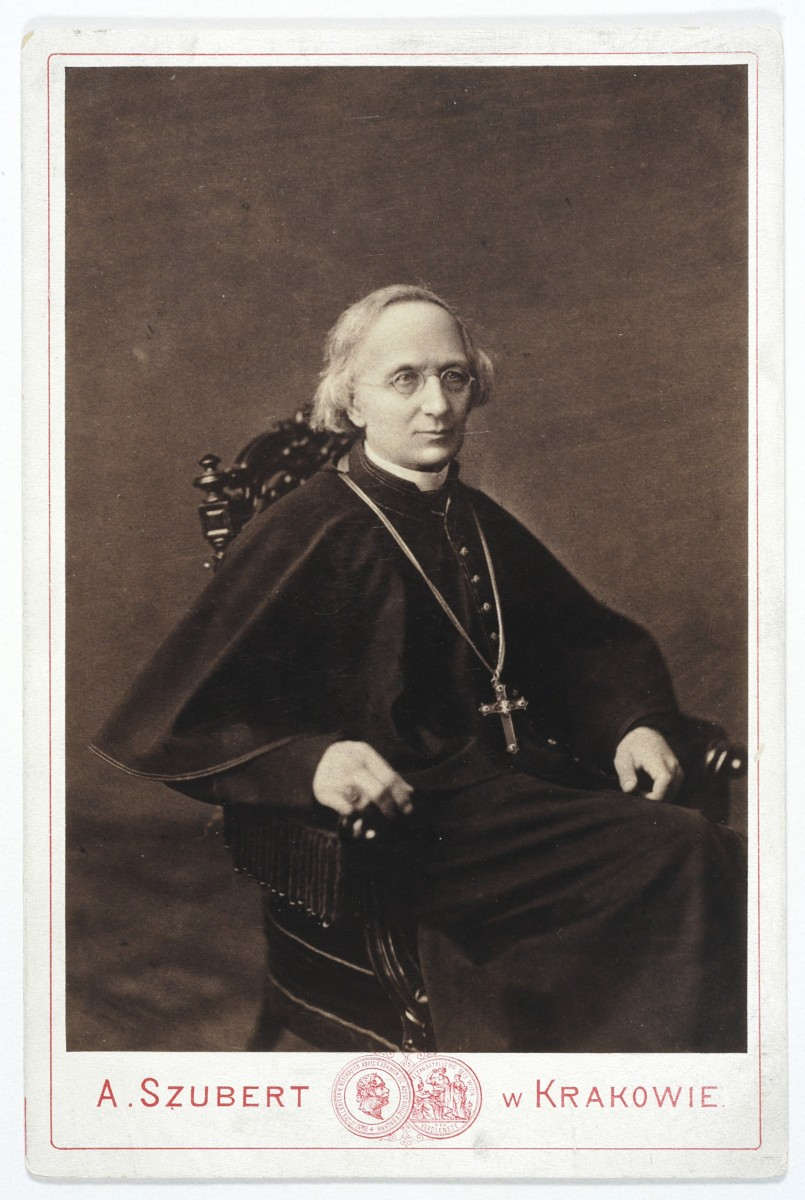
Awit Szubert, Albin Dunajewski, po 1878

Podstawową gałęzią działalności Szuberta – podobnie jak i innych ówczesnych zakładów – była fotografia portretowa. Wykonywał m.in. zdjęcia o charakterze reprezentacyjnym, przedstawiające zasłużone postaci ze świata polityki i kultury, takie jak Józef Szujski, a także fotografie inscenizowane i kostiumowe. W swoim atelier fotografował aktorów w kostiumach ze swoich ról teatralnych, np. Antoninę Hoffmann i Helenę Modrzejewską.

### Fotografia górska

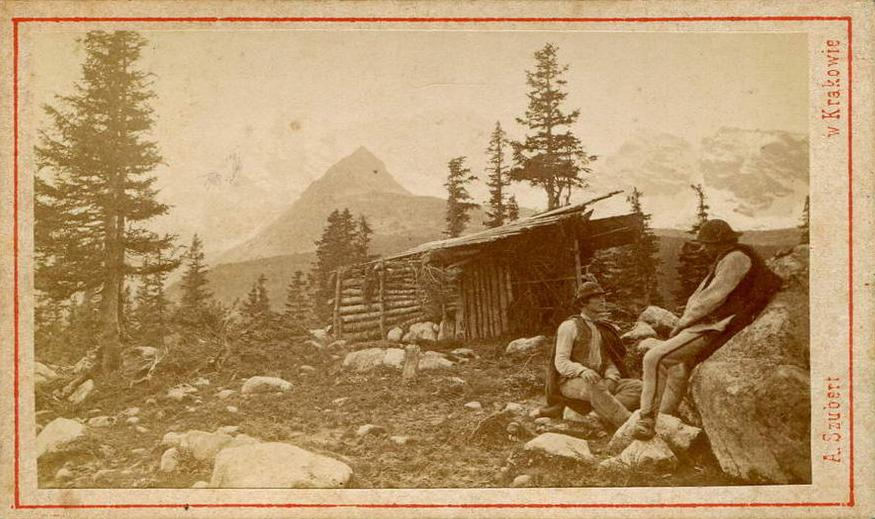
Awit Szubert, Szałas w Dolinie Stawów Gąsienicowych z widokiem na szczyty Skrajnej i Pośredniej Turni, 1873-1874

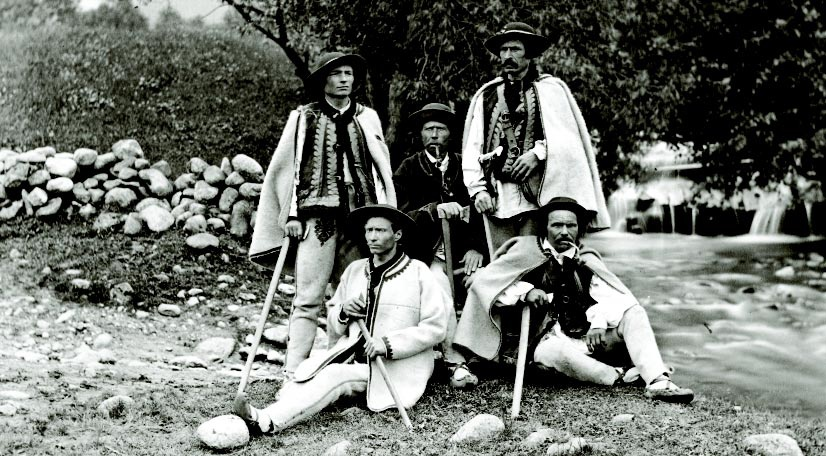
Awit Szubert, Przewodnicy tatrzańscy, ok. 1877

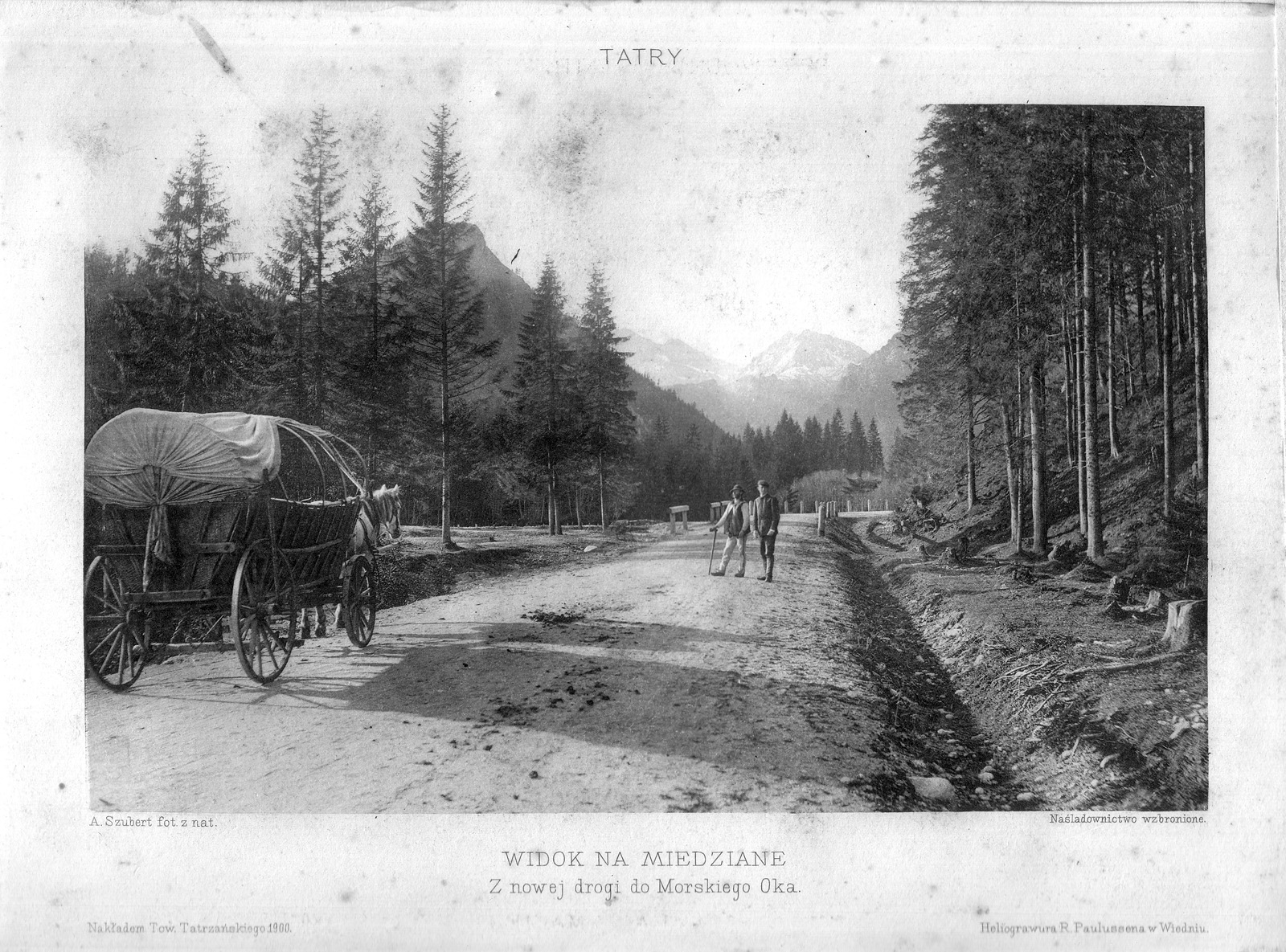
Awit Szubert, Widok na Miedziane z nowej drogi do Morskiego Oka, ok. 1898, heliograwiura R. Paulussena z serii XII, wyd. 1900

Pierwsze fotografie w Tatrach wykonywał w latach 1859–1861 Walery Rzewuski, w 1860 roku Marcin Olszyński, a w latach 60. Melecjusz Dutkiewicz. W latach 70. w Tatrach zdjęcia wykonywali: Hermann Wilhelm Vogel, Karol Divald i Awit Szubert.
Swoje pierwsze górskie fotografie Szubert wykonywał już wcześniej, w latach 1865 i 1866, w Pieninach, podczas pobytu w Szczawnicy. Tatry fotografował po raz pierwszy zapewne na początku lat 70. XIX wieku, jednak brak jest jednoznacznych dowodów potwierdzających konkretny rok.
Przy ówczesnym sprzęcie i technice fotograficznej każda wycieczka w celach fotograficznych była wyprawą, która wiązała się z wieloma kosztami i wydatkami. W wyprawie takiej uczestniczyli przewodnicy i tragarze dźwigający w skrzynkach aparat fotograficzny z przyborami bezpośrednio potrzebnymi do robienia zdjęć (statyw, obiektywy, szklane klisze) oraz przenośną ciemnię i naczynia z chemikaliami do natychmiastowego wywoływania negatywów, wykonywanych w technice mokrego kolodionu. Transportować trzeba było również żywność i odzież.
W czasie pierwszej wyprawy Szubert odwiedził Zakopane, Morskie Oko i Dolinę Kościeliską Między rokiem 1872 i 1874 fotografował Halę Gąsienicową. Przed sierpniem 1874 dwukrotnie był w Dolinie Strążyskiej, fotografując Skałę Jelinka, a wkrótce (jesienią lub w następnym roku) powtórnie. W tym samym zapewne czasie uwiecznił pobliską Dolinę za Bramką.
Zapewne w 1875 roku Szubert ponownie fotografował Dolinę Kościeliską, Halę Gąsienicową lub Morskie Oko. Utrwalił w tym okresie także wizerunki „strażników kozic i świstaków”: Jędrzeja Wali i Macieja Sieczki, a także Tytusa Chałubińskiego i przewodników tatrzańskich.
Do Towarzystwa Tatrzańskiego Szubert wstąpił najpóźniej w 1874 roku, rok po jego założeniu. W 1875 roku od Towarzystwa otrzymał zamówienie na wykonanie czterech albumów Tatr, Pienin i Szczawnicy, które miały być zaprezentowane na wystawie geograficznej w Paryżu. Rok później otrzymał zaliczkę na wykonanie serii widoków tatrzańskich, dzięki której w lecie 1876 roku wykonał wiele nowych zdjęć, w tym m.in. Doliny Pięciu Stawów, Morskie Oko, Dolinę Białej Wody, Dolinę Zimnej Wody. Zawierający 37 zdjęć album, a także mniejszą wersję z 12 fotografiami i luźne odbitki – w nieznanej liczbie egzemplarzy – przekazał Towarzystwu zapewne z końcem roku. Wydawnictwo te i zdjęcia dystrybuowało Towarzystwo. Jeden egzemplarz został przekazany Wiktorowi Emanuelowi, za który Szubert otrzymał list pochwalny i szpilkę z brylantem.
W 1878 roku Szubert otrzymał kolejne zamówienie od Towarzystwa. Zrealizował je, fotografując widoki w Dolinie Białej Wody i Dolinie Ciężkiej. Towarzystwu przekazał 22 fotografii z Tatr i siedem z Pienin. Ponownie fotografował w czasie wycieczki do Jaworzyny w 1881 roku. Po 1882 roku Szubert zapewne kilkukrotnie odwiedzał jeszcze Tatry, jednak nie wiadomo, jakie rejony wówczas odwiedzał, ani co fotografował. Najprawdopodobniej w 1886 roku wyprawił się na węgierską stronę Tatr.
W 1889 roku Towarzystwo Tatrzańskie rozpoczęło wydawanie zdjęć Szuberta w formie heliograwiur przeznaczonych dla swoich członków. Zadanie to zlecono wiedeńskiemu zakładowi Richarda Paulussena, który posługiwał się oryginalnymi negatywami Szuberta. Łącznie do 1901 roku wydano 34 heliograwiury z 34 widokami Tatr i 9 Pienin.
W latach 80. i 90. XIX wieku Szubert fotografował także Zakopane, uwieczniając wille wybudowane tam w stylu zakopiańskim. Prawdopodobnie po raz ostatni fotografował Tatry w 1898 roku, przemierzając drogę w stronę Morskiego Oka. Utrwalił wówczas m.in. Wodogrzmoty Mickiewicza.

### Fotografia naukowa, zabytków, dzieł sztuki

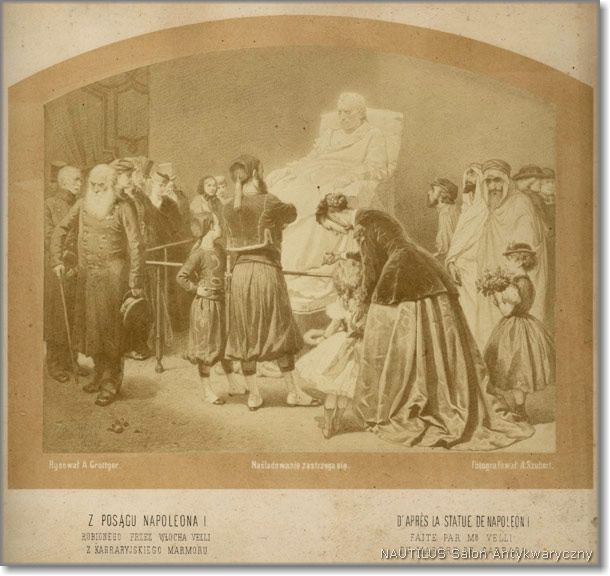
Awit Szubert, reprodukcja rysunku Artura Grottgera Z posągu Napoleona I robionego przez Włocha Velli, 1870-1880

Szubert wykonywał reprodukcje dzieł współczesnych mu malarzy: Artura Grottgera, Juliusza Kossaka, Henryka Siemiradzkiego i innych. Przede wszystkim jednak współpracował z Janem Matejką, fotografując jego prace od 1872 roku do lat 90. M.in. w 1877 r. fotografował niedokończoną jeszcze „Bitwę pod Grunwaldem”. Ponadto dokumentował wykopaliska archeologiczne, a w latach 70. wnętrze katedry wawelskiej. W 1878 roku został wydany Album ozdób z kaplicy Zygmuntowskiej i z dwóch nagrobków kanonika Stanisława Borka (+ 1556) i Wielkiego Marszałka Piotra Kmity (+ 1505) w Katedrze Krakowskiej z fotografiami gipsowych odlewów płaskorzeźb z kaplicy Zygmuntowskiej.
Kraków niezbyt często stawał się tematem dla zdjęć Szuberta – fotografował Sukiennice, widok miasta z Krzemionek, obchody 100. rocznicy insurekcji kościuszkowskiej i odsłonięcie pomnika Adama Mickiewicza. 
W 1892 roku Szubert zwrócił się z prośbą do Zarządu Salinarnego w Wieliczce o zgodę na sfotografowanie kopalni. To jego zdjęcia są najstarszą fotograficzną dokumentacją żup krakowskich w Wieliczce. Mimo trudnych warunków wraz z żoną wykonał 20 zdjęć, z których 15 Paulussen wydał w formie heliograwiur. 
Wiadomo, że dla Antoniego Bryka wykonał fotografie preparatów anatomicznych, jednak zdjęcia te nie są dziś znane.

### Technika
Awit Szubert przez cały okres swojej działalności posługiwał się szklanymi kliszami. Najpierw były to negatywy w technice mokrego kolodionu, a – w trakcie wypraw górskich – być może także suche klisze kolodionowe. Negatywy bromo-żelatynowe, które pojawiły się na początku lat 70., stosował co najmniej od 1878 roku, gdy zakupił migawkę.
Pod koniec życia, gdy przestał już prowadzić zakład, Szubert zainteresował się wynalezioną w 1907 roku techniką fotografii barwnej – autochromami. Do dziś zachowało się siedem zdjęć tego typu, przedstawiających samego fotografa, jego żonę, dwie nierozpoznane kobiety, widok Szczawnicy, Dunajca i martwą naturę.

### Nagrody
Działalność fotograficzna Szuberta zaowocowała nagrodami na zagranicznych wystawach. W 1873 roku otrzymał medal zasługi na Powszechnej Wystawie w Wiedniu, na której pokazał fotografie portretowe, reprodukcje obrazów i widoki górskie. W 1875 roku otrzymał medal belgijskiego Association de Photographie za zdjęcia wystawione na wystawie fotograficznej. W 1877 roku został wyróżniony medalem zasługi na krajowej wystawie lwowskiej, a rok później – brązowym medalem na Wystawie Powszechnej w Paryżu.